# 徐宙利
徐宙利（1987年—）是中国的拓扑学家。他目前是加州大学圣地亚哥分校的数学系副教授。以球的同伦群的计算而闻名。

## 教育和职业
徐宙利在北京大学获得数学学士和硕士学位，并于 2017 年从芝加哥大学获得博士学位。
徐宙利于 2017 年至 2020 年在麻省理工学院担任摩尔讲师。自 2020 年以来，他一直是加州大学圣地亚哥分校数学系的成员。 

## 工作
他从事代数拓扑工作，专注于球体的经典、母体和等变同伦群，以及与色展同伦理论和几何拓扑的联系和应用。 
他的研究成果包括与合作者共同证明 61 维球体具有唯一的光滑结构，证明了4维拓扑中地理问题的“10/8 + 4”定理，发展了母体变形方法和周 t 结构，并计算先前未知维数范围内球体的经典和母体稳定同伦群。 

## 奖项与荣誉
徐宙利是芝加哥大学 2015 年 Plotnick 奖学金和 2016 年 William Rainey Harper 论文奖学金的获得者。 
徐宙利是 2022 年 K 理论奖的获得者，K 理论基金会每四年一次向两名年龄不超过 35 岁的获奖者颁发奖项， 以表彰他使用母体同伦理论在计算球的同伦群方面的工作。 
徐宙利是 2022 年国际数学家大会拓扑部分的特邀演讲者。  
由于对稳定同伦理论、流形拓扑应用和母体同伦理论的贡献，徐宙利被选为美国数学学会 2023 届会士。 